# Orthoserica fulvastra
Orthoserica fulvastra är en skalbaggsart som beskrevs av Brenske 1902. Orthoserica fulvastra ingår i släktet Orthoserica och familjen Melolonthidae. Inga underarter finns listade i Catalogue of Life.